# Tabernaemontana ventricosa
Espèce
Classification phylogénétique
Tabernaemontana ventricosa est une espèce d'arbuste appartenant à la famille des Apocynacées.
Atteignant au maximum 15 mètres de haut, c'est un arbuste ou un petit arbre aux feuilles simples, opposées aux fleurs blanches parfumées.
On le trouve en Afrique dans sa moitié sud, depuis le Cameroun, le Congo, le Kenya, l'Ouganda jusqu'en Afrique du Sud.
Il est utilisé localement pour ses propriétés médicinales.